# Kenneth Roy Norman
Kenneth Roy Norman FBA (21 de julio de 1925 - 5 de noviembre de 2020) fue un filólogo británico de la Universidad de Cambridge y una autoridad destacada en pali y otras lenguas indo-arias medias.

## Vida
Norman nació el 21 de julio de 1925 y se educó en Taunton School en Somerset and Downing College, Cambridge, y recibió su maestría en 1954.

I was trained as a classicist and studied classical philology, in the form which was current in my student days, i.e. the investigation of the relationship between Latin, Greek and Sanskrit in particular, and between other Indo-European languages in general. I went on to study Sanskrit and the dialects associated with Sanskrit—the Prakrits—and was appointed to teach the Prakrits, or Middle Indo-Aryan, as they are sometimes called, lying as they do between Old Indo-Aryan, i.e. Sanskrit, and New Indo-Aryan, i.e. the modern Indo-Aryan languages spoken mainly in North India.
K. R. Norman

Toda su carrera académica la pasó en Cambridge. Fue nombrado Profesor de Estudios Indios en 1955, Profesor Asociado en 1978 y Profesor Titular de Estudios Indios en 1990. Se retiró en 1992.
De 1981 a 1994 fue presidente de la Pali Text Society,: xi  y de enero a marzo de 1994 fue profesor visitante Bukkyō Dendō Kyōkai en la Escuela de estudios orientales y africanos.: vii  : viii 
Fue nombrado miembro extranjero de la Real Academia Danesa de Ciencias y Letras en 1983 y miembro de la Academia Británica en 1985.
Murió el 5 de noviembre de 2020, a la edad de noventa y cinco años.

## Obras destacadas

### Traducciones
- Versos de ancianos: vol. I "Elders' Verses: Vol. I" (1969, 2ª ed. 2007), una traducción del Theragāthā (en inglés)
- Versos de ancianos: vol. II "Elders' Verses: Vol. II " (1971, 2ª ed. 2007), una traducción del Therīgāthā (en inglés)
- La Palabra de la Doctrina "The Word of the Doctrine" (1991), una traducción del Dhammapada (en inglés)
- The Group of Discourses (1992, 2ª ed. 2001), una traducción del Suttanipāta [lower-alpha 1] (en inglés)
- Pātimokkha (2001), una traducción del Pātimokkha (en inglés)
- Superando dudas: vol. I: El comentario de Bhikkhu-Patimokkha "Overcoming Doubts: Vol. I: The Bhikkhu-Pātimokkha Commentary" (con P. Kieffer-Pülz y W. Pruitt, 2018), una traducción del Kaṅkhāvitaraṇī (en inglés)

### Otros libros
- Literatura pali "Pali Literature" (1983) (en inglés)
- Un enfoque filológico del budismo: las conferencias Bukkyō Dendō Kyōkai 1994 "A Philological Approach to Buddhism: The Bukkyō Dendō Kyōkai Lectures 1994" (1997) (en inglés)
- Artículos recopilados: vols. I – VIII "Collected Papers: Vols. I–VIII" (1990 – 2007) (en inglés)

### Publicaciones
- Samprasāraṇa en indo-ario medio "Samprasāraṇa in Middle Indo-Aryan" (1958) (en inglés)
- Notas sobre el Edicto del Quinto Pilar de Aśoka "Notes on Aśoka's Fifth Pillar Edict" (1967) (en inglés)
- Ley de abandono del Dr. Bimala "Dr. Bimala Churn Law" (1969) (en inglés)
- Algunos aspectos de la fonología del prákrito subyacente a las inscripciones de Aśokan "Some Aspects of the Phonology of the Prakrit Underlying the Aśokan Inscriptions" (1970) (en inglés)
- Notas sobre la versión Bahapur del Edicto de rock menor de Aśoka "Notes on the Bahapur Version of Aśoka's Minor Rock Edict" (1971) (en inglés)
- Notas sobre la versión griega de los Edictos Duodécimo y Decimotercero de Aśoka "Notes on the Greek Version of Aśoka's Twelfth and Thirteenth Rock Edicts " (1972) (en inglés)
- Aśoka y la pena capital: notas sobre una parte del edicto del cuarto pilar de Aśoka, con un apéndice sobre la construcción acusativa absoluta "Aśoka and Capital Punishment: Notes on a Portion of Aśoka's Fourth Pillar Edict, with an appendix on the Accusative Absolute Construction" (1975) (en inglés)
- Dos etimologías pali "Two Pali Etymologies" (1979) (en inglés)
- Una nota sobre Attā en el Alagaddūpama-sutta "A Note on Attā in the Alagaddūpama-sutta" (1981) (en inglés)
- Los nueve tesoros del Cakravartin "The Nine Treasures of the Cakravartin" (1983) (en inglés)
- La lengua pali y la tradición theravādin "The Pāli Language and the Theravādin Tradition" (1983) (en inglés)
- El Pratyeka-Buda en el budismo y el jainismo "The Pratyeka-Buddha in Buddhism and Jainism" (1983) (en inglés)
- El origen del pali y su posición entre las lenguas indoeuropeas " The Origin of Pāli and Its Position among the Indo-European Languages" (1988) (en inglés)
- Aspectos del budismo temprano "Aspects of Early Buddhism" (1990) (en inglés)
- Filología pali y estudio del budismo "Pāli Philology and the Study of Buddhism" (1990) (en inglés)
- Estudios sobre los edictos de rock menor de Aśoka "Studies in the Minor Rock Edicts of Aśoka" (1991) (en inglés)
- Sobre la traducción del pali "On Translating from Pāli" (1992) (en inglés)
- Budismo Theravāda e hinduismo brahmánico: términos brahmánicos en forma budista "Theravāda Buddhism and Brahmanical Hinduism: Brahmanical Terms in a Buddhist Guise"  (1992) (en inglés)
- 'Solitario como cuerno de rinoceronte' ‘ Solitary as Rhinoceros Horn ’ (1996) (en inglés)
- Las cuatro nobles verdades "The Four Noble Truths" (2003) (en inglés)
- ¿Por qué las Cuatro Nobles Verdades se llaman “nobles”? 'Why are the Four Noble Truths Called “Noble”?' (2008) (en inglés)